# Paul Simon
Paul Frederic Simon (Newark, 13 de outubro de 1941) é um cantor e compositor norte-americano de música folk rock, conhecido por ter feito parte da dupla Simon & Garfunkel. 
Compôs temas de grande sucesso, como "The Sound of Silence", "Mrs. Robinson" e "Bridge Over Troubled Water". Foi considerado o 93º melhor guitarrista de todos os tempos pela revista norte-americana Rolling Stone.

## Vida
Os ancestrais de Paul Simon são descendentes de judeus húngaros. Ele nasceu em Newark em 1941 e cresceu no bairro de Queens, em Nova York. Como seu amigo de escola Arthur Garfunkel, ele se formou no ensino médio em 1959. Simon então estudou literatura inglesa.
Quando Paul Simon se mudou para a Inglaterra em 1964, ele conheceu Kathleen Mary Chitty, conhecida como "Kathy" nos trabalhos posteriores de Simon. Ele se apresentou em um clube folclórico, onde Chitty vendeu os ingressos. Os dois, ele de 22 anos e ela de 17 anos, tornaram-se um casal. No mesmo ano, eles fizeram uma turnê de ônibus pelos EUA juntos, da qual Chitty voltou para a Inglaterra antes de Simon. Quando a música The Sound of Silence ajudou Simon & Garfunkel a ganhar cada vez mais sucesso e popularidade nos EUA, Simon voltou para sua terra natal, embora Chitty tenha ficado para trás na Inglaterra e se separado de Simon. Ela queria preservar sua vida privada e não se tornar parte do grande sucesso de Simon. As obras em que Paul Simon se refere a "Kathy" Chitty são Kathy's Song, America, Homeward Bound, The Late Great Johnny Ace. A capa de The Paul Simon Songbook apresenta uma foto de Paul Simon e Kathy Chitty.
Paul Simon foi casado com sua primeira esposa, Peggy Harper, de 1969 a 1975. A música "Train in the Distance" do álbum Hearts and Bones de Simon é sobre esse relacionamento. Na música de 1972 Run That Body Down, Peggy é nomeada como "Peg" no segundo verso. Eles têm um filho, Harper Simon (1972), que tocou guitarra no álbum de seu pai, Songs from the Caveman.
Nesse ínterim, ele estava em um relacionamento com Shelley Duvall por 2 anos. Eles se conheceram durante as filmagens de Der Stadtneurotiker.
O segundo casamento, com Carrie Fisher, durou apenas de 1983 a 1984. Um ano após a separação, os dois se reuniram novamente por mais alguns anos. O relacionamento inspirou as canções Hearts and Bones (1982), Graceland (1985) e She Moves On (1990).
Paul Simon e sua terceira e atual esposa, a cantora e compositora Edie Brickell, estão casados desde maio de 1992 e têm três filhos juntos.
Com seu irmão mais novo, o guitarrista Eddie Simon, Paul Simon fundou o Guitar Study Center na cidade de Nova York em 1973; foi admitido na New School em Nova York por volta de 2000.

## Carreira

### 1965 a 1970
Aos doze anos, Simon ganhou um violão de seus pais e, aos 13 anos, escreveu sua primeira música (The Girl for Me). No início do verão de 1953, ele conheceu Art Garfunkel durante os ensaios para a peça Alice no País das Maravilhas e inicialmente formou a dupla musical Tom & Jerry (baseada nos personagens de desenhos animados de mesmo nome). Após o primeiro sucesso em 1957, Hey, Schoolgirl, que resultou em uma aparição em um conhecido programa de televisão de rock 'n' roll e US$ 2500 em royalties, Simon dedicou o resto de sua vida inteiramente à música, inicialmente em um esforço malsucedido para conseguir mais sucessos com rock 'n' roll.
Como True Taylor, ele lançou o álbum solo True or False em 1958. Ele também lançou outros singles como estudante sob o nome de Jerry Landis, e entre 1960 e 1963 como Tico e membro do grupo de doo-wop Tico & the Triumphs, títulos como seu primeiro hit solo The Lone Teen Ranger (como Jerry Landis, início de 1963 e Motorcycle (Tico & the Triumphs, 1962), que foi gravado como Motorbiene na Alemanha na versão com Benny Quick tornou-se um sucesso. Ele também usou o pseudônimo de Paul Kane várias vezes como compositor.
De 1963 em diante, ele acompanhou o boom do folk e escreveu canções sofisticadas. Suas letras eram menos políticas do que, por exemplo, as do início de Bob Dylan, mas olhavam mais para os problemas do indivíduo. Em 1964, ano em que se mudou para a Inglaterra, Simon (novamente conhecido como Jerry Landis) lançou He Was My Brother lá. Nos EUA, a faixa, que não chegou às paradas, foi lançada sob o pseudônimo de Paul Kane. No mesmo ano, Simon & Garfunkel, como agora se chamavam, assinaram com o produtor Tom Wilson junto com Art Garfunkel nos EUA gravaram o álbum Wednesday Morning, 3 A.M. para a Columbia Records, que vendeu apenas modestamente. Simon se separou de seu parceiro músico novamente e mudou-se para Londres. Lá ele se tornou cada vez mais uma figura respeitada na cena folclórica, mais recentemente com taxas de 20 libras por noite, das quais ele poderia viver bem.
Seguiram-se programas de rádio, uma aparição na televisão e seu primeiro álbum solo Songbook em colaboração com a BBC, mas também não foi um sucesso inovador. No entanto, o arranjo electro-folk-rock de Tom Wilson de The Sound of Silence de repente se tornou um sucesso para Simon & Garfunkel.

Simon voltou para os Estados Unidos e começou a trabalhar com Garfunkel no álbum Sound of Silence, que incluiria a reescrita do single de mesmo nome, "Homeward Bound" e "I Am a Rock".

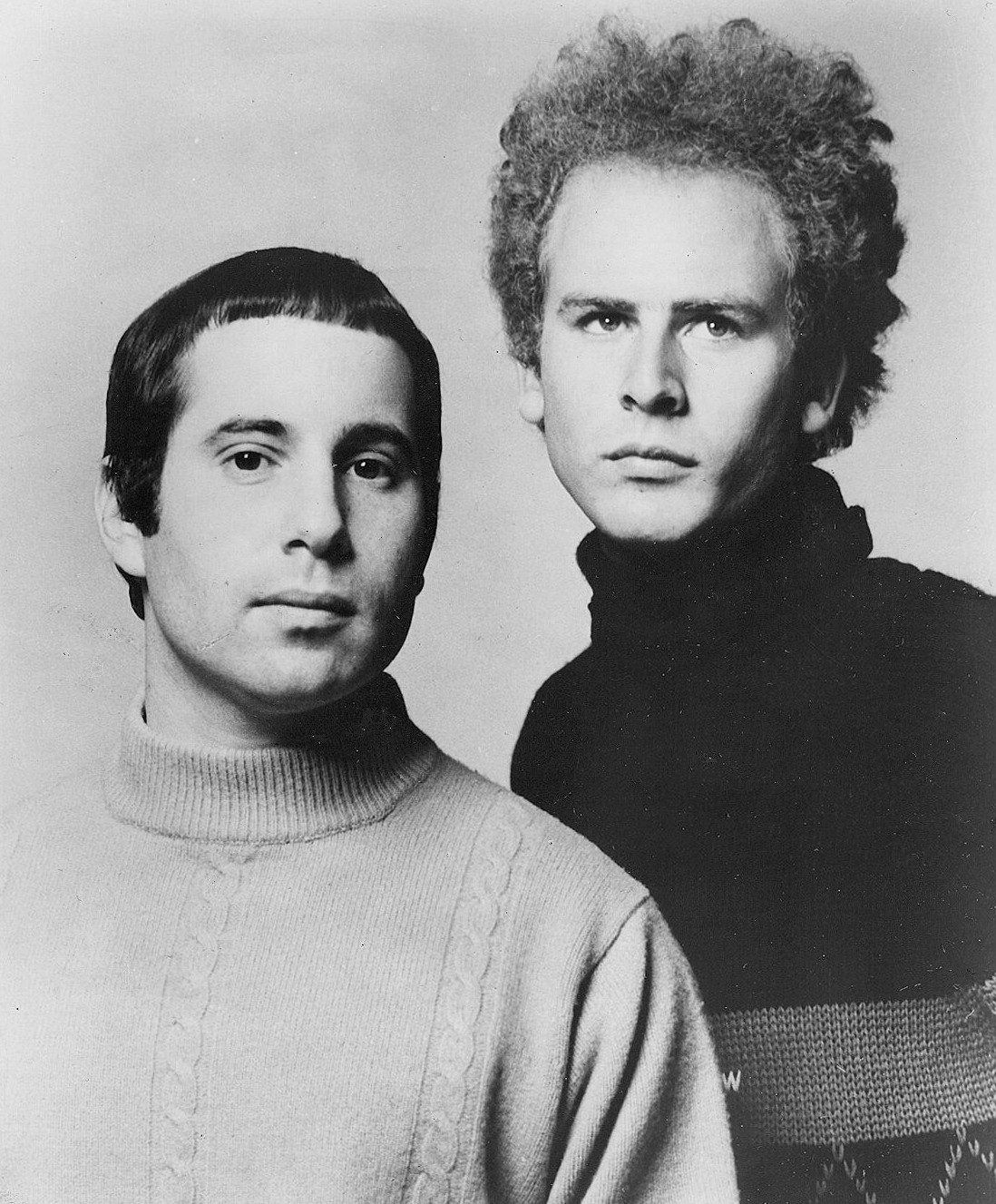
Paul Simon, com Art Garfunkel, em 1968

### Depois de 1970
Em 1970, a dupla se separou. Em 1972, ele lançou o álbum Paul Simon, do qual três singles foram lançados. A reunião de maior sucesso de Mother and Child se tornou um hit Top 10 nos EUA e no Reino Unido. No mesmo ano, o single "Duncan" foi lançado, mas Simon não conseguiu alcançar uma posição nas paradas. O álbum é melhor classificado no gênero folk rock, mas canções como a música-título "Mother and Child Reunion" e "Me and Julio Down by the Schoolyard" já sugerem o fascínio de Simon pela world music, que mais tarde ele viveu com mais força.
Durante a década de 1970, ele lançou mais dois álbuns (There Goes Rhymin' Simon e Still Crazy After All These Years) e em 1977 teve cinco singles no Top 10 dos EUA, três dos quais se tornaram milhões de vendas (Loves Me Like Rock, 50 Ways to Leave Your Lover e Slip Slidin' Away). "Still Crazy After All These Years" também ganhou o Grammy Award de 1976 de Álbum do Ano.

### Depois de 1975
Depois que Simon já havia feito uma breve aparição no filme de Woody Allen, The City Neurotic, em 1977, o filme One-Trick Pony foi lançado em 1980. Ele escreveu o roteiro e a trilha sonora deste filme e também desempenhou o papel principal. No entanto, o filme fracassou.   Na Alemanha, nem mesmo foi exibido nos cinemas, mas foi exibido na televisão alguns anos depois sob o título Wenn die Lichter verlösch. O álbum que o acompanha também não alcançou os números de vendas anteriores, apesar do hit Top 10 Late in the Evening, mas alcançou o status de ouro.
Em 19 de setembro de 1981, Simon & Garfunkel deram um concerto no Central Park de Nova York que ficou conhecido como The Concert in Central Park. Foi uma contribuição dos dois músicos para a renovação do parque da cidade no centro de Manhattan. Mais de meio milhão de espectadores compareceram ao concerto beneficente com entrada gratuita. Também marcou o reencontro temporário de Paul Simon e Art Garfunkel após vários anos de separação.
Simon atingiu o ponto mais baixo comercial de sua carreira em 1983 com o álbum Hearts and Bones. Originalmente planejado como um álbum de dueto, Simon o lançou sozinho devido a desentendimentos com Garfunkel. Embora todas as gravações com Garfunkel tenham sido concluídas, Simon gravou o álbum novamente solo e o lançou sem mais publicidade.

### Depois de 1985
Simon voltou em 1986. Simon recebeu dois prêmios Grammy pelo álbum de influência sul-africana Graceland, que contou com Ladysmith Black Mambazo, Los Lobos e Stimela, Youssou N'Dour (na percussão em Diamonds on the Soles of Her Shoes) e Morris Goldberg. O disco foi um grande sucesso e alcançou o número 3 nas paradas de álbuns dos EUA. No entanto, Simon foi acusado de desconsiderar o boicote cultural contra o regime do apartheid da África do Sul. No entanto, o Comitê Anti-Apartheid das Nações Unidas não compartilhou dessa opinião, pois o álbum representava o talento de artistas negros. Além disso, alguns negros o acusaram de abusar de sua cultura para ganhar dinheiro com ela. Em um show na África do Sul, houve até ameaças de morte se ele se apresentasse; O concerto aconteceu de qualquer maneira.

### Depois de 1990
Em 1990, foi lançado o álbum seguinte The Rhythm of the Saints, para o qual Simon permaneceu no Brasil. O álbum refletiu isso; por exemplo, o grupo Olodum está envolvido no lançamento de sucesso The Obvious Child, e Naná Vasconcelo em várias outras músicas. Em agosto de 1991, Simon deu um concerto gratuito no Central Park de Nova York para cerca de 750 000 pessoas.
O musical The Capeman, lançado em 1997/98, não foi um sucesso comercial. O álbum que o acompanha, Songs from the Capeman, alcançou o número 42 nas paradas de álbuns da revista Billboard nos EUA.

### A partir de 2000
Em 2000, o álbum You're the One foi lançado. O concerto em Paris da turnê que o acompanha foi filmado e está disponível em DVD. No outono de 2003, Paul Simon e Art Garfunkel se reuniram e começaram a bem-sucedida turnê Old Friends pela América do Norte. No verão de 2004, isso também foi estendido à Europa. Em julho de 2004, um concerto final gratuito aconteceu em Roma, na frente de 600 000 espectadores.
Em maio de 2006, o álbum Surprise de Simon foi lançado pela Warner Music. Continha onze novas canções, incluindo o título Father and Daughter, que já havia sido lançado em uma trilha sonora em 2002. As músicas foram escritas entre 2002 e 2005 e produzidas em conjunto com Brian Eno.
Paul Simon deu vários concertos no Brooklyn em abril de 2008 sob o título Love in Hard Times: The Music of Paul Simon. Em julho de 2008, ele estava em uma turnê europeia. Junto com Garfunkel, Simon saiu em turnê pela Austrália, Nova Zelândia e Japão em 2009 como Simon & Garfunkel. Em abril de 2011, seu álbum So Beautiful or so What foi lançado. Isso será seguido por uma turnê mundial pela América do Norte e Europa de abril a julho.
Peter Gabriel fez um cover da música The Boy in the Bubble de Paul Simon em uma versão orquestral do álbum de estúdio de 2010 chamado Scratch My Back Ele então fez um cover da música Biko de Peter Gabriel no álbum de compilação do projeto seguinte And I'll Scratch Yours que foi lançado em 2013.
Em dezembro de 2012, Simon cantou sua música "Sound of Silence" para as vítimas do tiroteio na Sandy Hook Elementary School no funeral de uma vítima.  Em 2016, ele escreveu a música tema da série da web do comediante Louis C.K., Horace and Pete.
Em fevereiro de 2018, Simon anunciou o fim de sua carreira de concerto e sua aposentadoria na vida privada. Uma turnê de despedida pelos Estados Unidos, Norte da Europa e Reino Unido terminou com um show final em 22 de setembro de 2018 em Nova York.  Simon reserva-se o direito de continuar a se apresentar esporadicamente para fins de caridade depois disso.  Em 2018, o álbum Graceland foi relançado como um álbum de remixes. O disco Graceland: The Remixes foi um sucesso nas paradas de dança dos EUA. O projeto foi iniciado com o consentimento de Simon e divulgado por meio de sua conta no YouTube.  Paralelamente à sua despedida nos palcos, ele lançou seu 13º álbum de estúdio In the Blue Light no início de setembro. Ele contém reformulações de músicas mais antigas. Em março de 2021, a Sony Music e Paul Simon anunciaram que a Sony Music Publishing havia comprado os direitos das obras de Simon. O preço de compra não foi divulgado.
Simon lançou outro álbum, Seven Psalms, em 2023.
O documentarista Alex Gibney lançou o documentário In Restless Dreams: The Music of Paul Simon sobre Simon em 2023.

## Honras e influência
Em 2001, Simon também foi introduzido no Rock and Roll Hall of Fame solo, a dupla Simon & Garfunkel já estivesse representada. Em 2003, ele foi indicado ao Oscar e ao Globo de Ouro pela música "Father and Daughter" do filme infantil The Adventures of the Gooseberry Family.
Ele recebeu um total de doze Grammys, incluindo três vezes o Grammy mais importante de Álbum do Ano (Bridge over Troubled Water, 1970 com Garfunkel, Still Crazy After All These Years, 1975 e Graceland, 1986), bem como o próximo Grammy mais importante de Single do Ano três vezes (Mrs. Robinson, 1968 com Garfunkel, Bridge over Troubled Water, 1970 com Garfunkel, bem como Graceland, 1987).
Ele também recebeu dois BRIT Awards, um em 1977 pelo álbum Bridge over Troubled Water com Art Garfunkel, premiado como Melhor Álbum Internacional, o outro em 1987 por Graceland, premiado como Melhor Artista Solo Internacional. Em maio de 2006, Simon foi nomeado uma das 100 personalidades vivas mais importantes do mundo pela revista Time.
Em maio de 2007, ele foi eleito e homenageado pela Biblioteca do Congresso como o primeiro ganhador do novo Prêmio Gershwin. A cerimônia de premiação em 23 de maio de 2007 em Washington contou com Stevie Wonder, James Taylor e Alison Krauss, entre outros. Em 2011, ele foi eleito para a Academia Americana de Artes e Ciências. Em 2012, Paul Simon recebeu o Polar Music Prize, juntamente com Yo-Yo Ma.
A Rolling Stone listou Simon como o número oito dos 100 maiores compositores e o número 93 dos 100 maiores guitarristas de todos os tempos.

## Marcas registradas
Simon é canhoto, mas toca violão com a direita. O fabricante de guitarras Martin Guitar imortalizou o nome de Paul Simon em guitarra (Martin PS2 Paul Simon e Martin OM-42PS Paul Simon). Simon toca quase exclusivamente guitarras Martin, enquanto quase sempre usa uma guitarra Yamaha preta para acompanhar a banda (inclusive em 1991 no Graceland Africa Concert), que se tornou uma de suas características reconhecíveis. Na década de 1980, por exemplo, no show no Central Park e na subsequente turnê pela Europa, ele tocou uma guitarra preta Ovation.

## Política
No V Festival Internacional da Canção, uma competição de sucesso que aconteceu no Rio de Janeiro em outubro de 1970, Simon, que estava contratado como jurado, declarou antecipadamente que não daria nenhum ponto à Alemanha, obviamente como uma pessoa de origem judaica por aversão política à Alemanha por causa de sua história do Holocausto. A representante alemã, Marianne Rosenberg, que tinha quinze anos na época, era filha do proeminente sobrevivente de Auschwitz Sinto Otto Rosenberg.
Em 1990, ele foi um observador eleitoral oficial nas primeiras eleições democráticas após o colapso do Bloco Oriental na Tchecoslováquia. Ele participou da campanha eleitoral de Chris Dodd, membro do Partido Democrata dos Estados Unidos. Há algum tempo, ele vem tocando em vários eventos de campanha de políticos democratas. Ele dividiu o palco com seu homônimo Paul Simon e Al Gore, entre outros. Em outubro de 2007, ele descreveu a recusa de George W. Bush em fornecer dinheiro para a organização SCHIP fornecer apoio urgente às crianças como um "ato cruel".
Simon participou recentemente dos debates públicos sobre a crise climática e a extinção de espécies. Inspirado por publicações do biólogo Edward O. Wilson, Simon disse: "Simplificando, se não revertermos a mudança climática, que está causando o aumento do nível do mar e as secas e inundações se tornando crônicas, as consequências levarão ao colapso dos muitos ecossistemas que abrigam todas as criaturas vivas e plantas necessárias para a existência da vida". Nos últimos anos, a questão ambiental tornou-se o tema norteador de Simon, e ele doou os lucros de suas últimas turnês para organizações ambientais.

## Discografia
- The Paul Simon Songbook (1965)
- Paul Simon (1972)
- There Goes Rhymin' Simon (1973)
- Still Crazy After All These Years (1975)
- One-Trick Pony (1980)
- Hearts and Bones (1983)
- Graceland (1986)
- The Rhythm of the Saints (1990)
- Songs from The Capeman (1997)
- You're the One (2000)
- Surprise (2006)
- So Beautiful or So What (2011)
- Stranger to Stranger (2016)
- In the Blue Light (2018)
- Seven Psalms (2023)

## Filmografia
- Annie Hall (1977)
- All You Need Is Cash (1978)
- One-Trick Pony (1980)
- Mother Goose Rock 'n' Rhyme (1990)
- The Great Buck Howard (2008)
- Henry & Me (2014)
- Portlandia (2015)
- Horace and Pete (2016)